# Inga Ålenius
Inga Maria Ålenius, född 15 maj 1938 i Maria Magdalena församling i Stockholm, död 23 april 2017 i Helsingborg, var en svensk skådespelare.

## Biografi
Inga Ålenius utbildades vid Norrköping-Linköping stadsteaters elevskola 1963-1966. Karriären fortsatte med roller på Folkteatern i Göteborg, Länsteatern i Västerås och Riksteatern.  År 1990 fick hon stå på scen tillsammans med sin idol Nils Poppe i Två man om en änka på Fredriksdalsteatern i Helsingborg. Hon medverkade även i Poppes Spanska flugan 1992 och Bröderna Östermans huskors 1993.
Hon blev bland annat känd för svenska folket genom TV-serier som Raskens, Mor gifter sig och Hem till byn. Hon medverkade i Ingmar Bergmans Fanny och Alexander (1982) och Maria Bloms Masjävlar (2004).
Ålenius är gravsatt i Skogsminneslunden i Helsingborg.

## Filmografi i urval
- 1968 – Under ditt parasoll
- 1971 – Badjävlar (TV-film)
- 1971–2006 – Hem till byn (TV)
- 1974 – Jourhavande (TV-serie)
- 1974 – Kvarteret Oron (TV-serie)
- 1974 – Förr visste jag precis (TV-serie)
- 1974 – Rulle på Rullseröd (TV-serie)
- 1975 – Gyllene år (TV-serie)
- 1975 – Tjocka släkten (TV-serie)
- 1976 – Raskens (TV-serie)
- 1977 – Hammarstads BK (TV-serie)
- 1978 – Dagar med Knubbe (TV-serie)
- 1979 – Mor gifter sig (TV-serie)
- 1979 – Den nya människan
- 1980 – Hedebyborna (TV-serie)
- 1981 – Sista budet
- 1981 – Pappa och himlen
- 1982 – Fanny och Alexander
- 1982 – Flickan som inte kunde säga nej (TV-film)
- 1983 – Vid din sida (TV-serie)
- 1984 – Tryggare kan ingen vara ... (TV-serie)
- 1988 – Polisen som vägrade ta semester (TV-serie)
- 1989 – Sparvöga (TV-serie)
- 1990 – Kära farmor (TV-serie)
- 1991 – Den goda viljan (TV-serie)
- 1993 – Spanska flugan (TV)
- 1996 – Skilda världar (TV-serie)
- 1996 – Att stjäla en tjuv
- 1997 – Min vän shejken i Stureby (TV-serie)
- 1997 – Beck - Pensionat Pärlan (TV-film)
- 1998 – S:t Mikael (TV-serie)
- 1998 – Skärgårdsdoktorn (TV-serie)
- 1999 – Tomten är far till alla barnen
- 2000 – Det nya landet (TV-serie och film)
- 2001 – Kvinna med födelsemärke (TV-serie)
- 2002 – Kommissarie Winter (TV-serie)
- 2002 – Pappa polis (TV-serie)
- 2003 – Lillebror på tjuvjakt
- 2003 – Hem till Midgård (TV-serie) (Säsong 2, avsnitt 6)
- 2003 – Capricciosa
- 2004 – Masjävlar
- 2006 – Världarnas bok (TV-serie)
- 2006 – En uppstoppad hund (TV-serie)
- 2007 – Hej rymden! (TV-serie)
- 2016 – Finaste familjen (TV-serie)

## Teater

### Roller (ej komplett)
| År   | Roll               | Produktion | Regi                 | Teater                           |
| ---- | ------------------ | --- | -------------------- | -------------------------------- |
| 1965 | Fay                | Boy Friend (The Boy Friend) Sandy Wilson                                                                          | Lars Barringer       | Norrköping-Linköping stadsteater |
| 1965 |                    | Bernardas hus (La Casa de Bernarda Alba) Federico García Lorca                                                    | Lars-Levi Læstadius  | Norrköping-Linköping stadsteater |
| 1966 | Lilith             | Holländarn August Strindberg                                                                                      | Riber Björkman       | Norrköping-Linköping stadsteater |
| 1966 | Grete Csatlós      | De tolv Bengt V. Wall                                                                                             | Lars Gerhard Norberg | Norrköping-Linköping stadsteater |
| 1966 |                    | Gertrud Hjalmar Söderberg                                                                                         | John Zacharias       | Norrköping-Linköping stadsteater |
| 1967 | Anna               | Natthärbärget eller På botten (На дне, Na Dnje) Maksim Gorkij                                                     | Lars Gerhard Norberg | Norrköping-Linköping stadsteater |
| 1967 | Pamela Rockefeller | O du milda vilda väst eller Det blåser i sassafrasträden (Du vent dans les branches de sassafras) René de Obaldia | Sture Ericson        | Norrköping-Linköping stadsteater |
| 1967 | Eva                | Den sönderslagna krukan (Der zerbrochene Krug) Heinrich von Kleist                                                | Sture Ericson        | Norrköping-Linköping stadsteater |
| 1967 |                    | Människan och hans hustru Inga Lindsjö                                                                            | Torsten Sjöholm      | Norrköping-Linköping stadsteater |
| 1968 | Fruma-Sarah        | Spelman på taket (Fiddler on the Roof) Joseph Stein, Jerry Bock och Sheldon Harnick                               | John Zacharias       | Norrköping-Linköping stadsteater |
| 1990 | Johanna            | Två man om en änka (Der Regimentspapa) Rickard Kessler och Heinrich Stobitzer                                     | Claes Sylwander      | Fredriksdalsteatern              |
| 1993 | Sofie Olsson       | Bröderna Östermans huskors Oscar Wennersten                                                                       | Hans Bergström       | Fredriksdalsteatern              |
| 1999 | Madame Raquin      | Thérèse Raquin Émile Zola                                                                                         | Sisela Lindblom      | Boulevardteatern                 |
| 2008 | Amman              | Fadren August Strindberg                                                                                          | Jan Nielsen          | Helsingborgs stadsteater         |
| 2009 |                    | Allrakäraste syster Astrid Lindgren                                                                               | Jan Nielsen          | Helsingborgs stadsteater         |
| 2009 | Dolly              | Tiggarens opera (The Beggar's Opera) John Gay                                                                     | Johan Wahlström      | Helsingborgs stadsteater         |
| 2011 | Jenny              | Dödsdansen August Strindberg                                                                                      | Emil Graffman        | Helsingborgs stadsteater         |
| 2011 |                    | Tjuvar (Diebe) Dea Loher                                                                                          | Anna Novovic         | Helsingborgs stadsteater         |
| 2012 |                    | Kärleksbrev (Love Letters) A. R. Gurney(en)                                                                       | Annika Kofoed        | Helsingborgs stadsteater         |
| 2012 |                    | Den gyllene draken (Der goldene Drache) Roland Schimmelpfennig                                                    | Anna Novovic         | Helsingborgs stadsteater         |